# Hommes à louer
Pour plus de détails, voir Fiche technique et Distribution.
Hommes à louer est un film documentaire de 2008 du réalisateur canadien Rodrigue Jean, sur la prostitution masculine à Montréal. Le film a été tourné sur une période d'un an au Village gai de Montréal.
L'Office national du film du Canada écrit sur Hommes à louer que « Loin de tout voyeurisme et de toute fausse compassion, le film accueille cette parole hors-la-loi et redonne une existence sociale à ces laissés-pour-compte à l’humanité bouleversante ».

## Synopsis
Le documentaire suit la vie de 11 hommes prostitués au cours d'une année, racontant leurs luttes pour survivre aux dépendances, aux abus et à la stigmatisation liés à l'alcool et aux drogues - et à leur passé troublé,.
Pris au piège dans un cercle vicieux de prostitution et de drogue, ils poursuivent leur vie, réalisant que leurs perspectives d'avenir sont sombres.

## Festivals
En 2009, le documentaire était une sélection officielle pour les festivals suivants :
- Festival du nouveau cinéma de Montréal
- Festival d'Avignon (63e saison)
- Festival international du cinéma francophone en Acadie (FICFA) (23e saison)
- Festival du film de l'Atlantique